# Фурриель, Хоакин
Алехандро Хоакин Фурриель (исп. Alejandro Joaquín Furriel, род. 26 августа 1974 года) ― аргентинский актёр.

## Биография
Хоакин Фурриель родился 26 августа 1974 года в Буэнос-Айресе, Аргентина, а вырос в Адроге, Гран-Буэнос-Айрес. В возрасте тринадцати лет он играл в школьном театре и с тех пор присоединился к Комедии Альмиранте Брауна. Годы он окончил Консерваторию драматического искусства, и это позволило ему участвовать в международных фестивалях.
Он снялся в телесериале «Среди людоедов». Его участие в фильме «Маяк косаток» (исп. El Faro de Las Orcas) было высоко оценено критиками.

## Личная жизнь
В 2005 году у него завязались отношения с актрисой Паолой Крум. Они поженились, но развелись через шесть лет 24 мая 2011 года. У них есть дочь по имени Элоиса Фурриель Крум.
В 2015 году он перенёс инсульт.
С 2016 по 2018 год состоял в отношениях с актрисой Эвой Де Доминичи.